# 3341 Hartmann
3341 Hartmann este un asteroid din centura principală, descoperit pe 17 iulie 1980, de Edward Bowell.